# Via Traiana in Calabria
La via Traiana in Calabria (nota anche come via Appia Traiana) fu una strada romana di epoca imperiale che collegava Paestum (Poseidonia) a Reggio Calabria (Rhegion).
Costruita per volontà dell'imperatore Traiano, la strada costituì una valida alternativa alla via Appia Antica rimanendo in uso fino a tutto il medioevo e, limitatamente  al tratto appenninico, anche in epoca moderna.
La strada viene costruita dall’imperatore Traiano (53-117, Traiano proveniva da una colonia romana denominata Italica, fondata nel 206 a.C. da legionari romani e alleati italici) in Calabria. La strada Traiana del 103, costruita per scopi militari, politici e commerciali, viene ricordata nell'Itinerarium Antonini. 
Queste informazioni sono state dedotte analizzando le fonti antiche, in particolare quanto riferito da Domenico Romanelli:

Informazione ripresa poi da Luigi Grimaldi in “Studi Archeologici sulla Calabria ultra seconda’’ (Napoli 1815-1845): 
Nel 1595 il cartografo Abramo Ortelio, pubblicò una mappa storica del regno dei Morgeti, inserendo Medma, Taurianum, Altanum, Hipponum, Metaurus, Postropja.

## Medioevo
Già al tempo dei Longobardi parte del tracciato era ricompreso nella via Sacra Langobardorum, che toccava numerosi centri religiosi longobardi ed era percorsa soprattutto dai pellegrini diretti al santuario di san Michele Arcangelo, sul Gargano.
Anche in epoca normanna la strada fece parte del sistema delle grandi vie di pellegrinaggio, e in particolare della via Francigena, attestata già nel privilegium baiulorum imperialium del 1024 a Troia (l'antica Aecae sulla via Traiana); durante le crociate tale direttrice fu infatti percorsa da eserciti e fedeli in viaggio verso la Terra santa.
I cavalieri Templari e Gerosolimitani edificarono lungo il suo percorso alberghi e ospizi per i viandanti e ne assicuravano la sicurezza del cammino, mentre i granconti di Ariano controllavano il tratto appenninico compreso tra Paduli (sul fiume Calore) e la corte di Ripalonga (a oriente del Buccolo, lungo il torrente Sannoro). Fu in quella fase storica che all'altezza del valico di San Vito venne eretta l'omonima chiesa, mentre sull'attigua altura del Castiglione fu innalzato il castello di Crepacuore; tale fortezza avrebbe poi avuto un ruolo cruciale nell'assedio all'insediamento musulmano di Lucera condotto nel 1269 da re Carlo I d'Angiò.
Un tragitto corrispondente al percorso della via Traiana a ritroso fu dettagliatamente descritto nel 1191 dal re di Francia Filippo Augusto, in marcia da Otranto a Roma. Egli cita infatti tutte le località attraversate, precisando inoltre che il passaggio dall'Apulia (già ducato di Puglia) alla Terra Laboris (Terra di Lavoro, ex principato di Capua) avveniva all'altezza di Sanctus Luctredus (ossia Sant'Eleuterio, l'antica Aequum Tuticum); non è però del tutto chiaro se il sovrano intendesse riferirsi agli effettivi confini feudali (nell'ambito del regno di Sicilia) o piuttosto ai due versanti geografici (adriatico e tirrenico) della penisola italiana.